# Kemalpaşa tatlısı
Il Kemalpaşa tatlısı (in turco: sign. "Dolce di Kemalpaşa ") è un dessert turco. Esso è originario dal distretto di Mustafakemalpaşa, nella provincia di Bursa, in Turchia. Tradizionalmente viene prodotto utilizzando una varietà di formaggio tipica della regione.

## Preparazione
Il dessert è preparato con un impasto di farina, formaggio non salato, semola, uova, acqua e lievito. L'impasto viene modellato in piccole palline che vengono fritte e poi bollite nello sciroppo di zucchero. Può essere consumato fresco o essiccato. In forma essiccata è spesso confezionato in scatole da 24-50 porzioni. Attualmente la produzione raggiunge fino a 1 milione di unità al giorno in quasi 15 impianti. Il consumo è in aumento durante il Ramadan.

## Caratteristiche
Viene servito con kaymak in inverno e con dondurma in estate.